# Neuenhammer (Wipperfürth)
Neuenhammer ist ein Wohnplatz  in Wipperfürth im Oberbergischen Kreis im Regierungsbezirk Köln in Nordrhein-Westfalen (Deutschland).

## Lage und Beschreibung
Neuenhammer liegt nördlich von Ohl an der Wipper kurz vor der Kerspe-Mündung an der Bundesstraße 237. Es bildet mit Ohl mittlerweile einen geschlossenen Siedlungsbereich.

## Geschichte
Der namensgebende Neuenhammer (auch Hammer genannt) war ein an dem Bach Kerspe betriebener Rohstahlhammer und lag in der Honschaft Scharde im Bergischen Amt Steinbach. Er war einer der sogenannten Ohler Hämmer, von denen der erste 1752 konzessioniert und wohl um 1757 an der Wipper erbaut wurde.
Der Neuenhammer war das dritte - „neue“ - Hammerwerk am Standort. Er wurde am 20. Juli 1774 von dem Kaufmann Johann Hermann Cramer konzessioniert und trat 1804 in der umfassenden Eversmann`schen Aufstellung der Metallfabrikationsstätten zwischen Lahn und Lippe als Besitztum der Witwe Hermann Cramer in Erscheinung. Der Neuenhammer lag im Gegensatz zu den anderen Ohler Hämmer etwas abseits der Wipper an der Kerspe. Der Wasser zuführende Obergraben des Hammerwerks links des Bachs war 1.300 Meter lang.
Am Hammerwerk wurde ein erstes Wohngebäude errichtet, um das sich die heutige Siedlung entwickelte. Unter der französischen Verwaltung zwischen 1806 und 1813 wurde das Amt Steinbach aufgelöst und Neuenhammer wurde politisch der Mairie Klüppelberg im Kanton Wipperfürth zugeordnet. 1816 wandelten die Preußen die Mairie zur Bürgermeisterei Klüppelberg im Kreis Wipperfürth. 
1820 veröffentlichte die Provinzialregierung eine Tabelle der Fabrikationsstätten und Manufakturen der Provinz Jülich-Kleve-Berg. Für den Neuenhammer wird angegeben, dass drei Arbeiter 400 Zentner Raffinierstahl im Wert von 4.500 Reichstalern hergestellt hatten. 1836 wird als Besitzer ein Carl Theodor Cramer angegeben; nach dessen Tod wurde der Hammer von dessen Erben Carl Friedrich Cramer 1851 in eine Knochenmühle umgebaut.
Der Ort ist auf der Topographischen Aufnahme der Rheinlande von 1824 unbenannt als Mühle verzeichnet. Ab der Preußischen Neuaufnahme von 1892 ist er auf Messtischblättern regelmäßig als Neuenhammer verzeichnet.
Im Zuge des Köln-Gesetzes wurde die Gemeinde Klüppelberg 1975 aufgelöst und wesentliche Teile, darunter auch Neuenhammer, wurden Teil der erweiterten Stadt Wipperfürth.
| Jahr | Einwohner | Wohn- gebäude | Kategorie            | Politische / kirchliche Zugehörigkeit                                         |
| ---- | --------- | ------------- | -------------------- | ----------------------------------------------------------------------------- |
| 1822 |           |               | Haus                 | Amt Klüppelberg, Kirchspiel Klüppelberg (Hammer bzw. Neuen-Hammer bezeichnet) |
| 1830 | 8         | 1             | Haus                 | Bürgermeisterei Klüppelberg (Ein Raffinier-Stahlhammer)                       |
| 1845 | 7         | 1             | Haus und Eisenhammer | Bürgermeisterei Klüppelberg, evangelische Gemeinde Claswipper                 |
| 1871 | 11        | 1             | Hof                  | Bürgermeisterei Klüppelberg, Honschaft Scharde                                |
| 1885 | 13        | 1             | Ortschaft            | Bürgermeisterei Klüppelberg                                                   |
| 1895 | 10        | 2             | Ortschaft            | Bürgermeisterei Klüppelberg                                                   |
| 1905 | 9         | 1             |                      | Landgemeinde Klüppelberg, kath. Kirchspiel Marienheide                        |